# Exército Tibetano
O Exército Tibetano (em tibetano: དམག་དཔུང་བོད་; Wylie: dmag dpung bod) foram as forças armadas do Tibete de 1913 a 1959. Foi estabelecida pelo 13º Dalai Lama logo após ele proclamar a independência do Tibete em 1912, e foi modernizada com a ajuda de treinamento e equipamento britânico. Foi dissolvido pelo governo chinês após o fracassado levante tibetano de 1959.

## Objetivos

### Internos

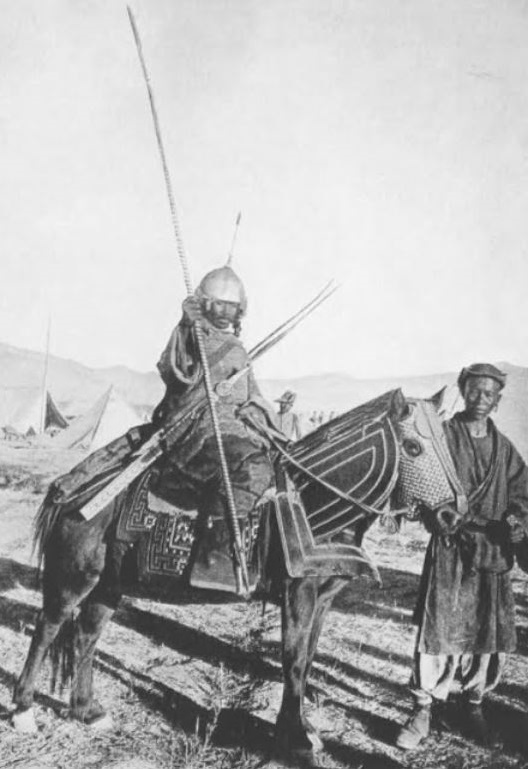
Antes das reformas do 13º Dalai Lama, a guerra tibetana ainda era antiquada. Este cavaleiro blindado, fotografado em 1903 ou 1904, empunha uma lança, uma espada e um mosquete de fósforo.

O Exército Tibetano foi estabelecido em 1913 pelo 13º Dalai Lama, que havia fugido do Tibete durante a expedição britânica de 1904 ao Tibete e retornou somente após a queda do poder Qing no Tibete em 1911. Durante a turbulência revolucionária, o Dalai Lama tentou formar um exército voluntário para expulsar todos os chineses étnicos de Lhasa, mas falhou, em grande parte devido à oposição de monges pró-chineses, especialmente do Mosteiro de Drepung.  O Dalai Lama procedeu à criação de um exército profissional, liderado pelo seu conselheiro de confiança Tsarong, para combater "as ameaças internas ao seu governo, bem como as externas".  
As ameaças internas eram principalmente funcionários da seita Gelug do budismo tibetano, que temiam a influência cristã e secular britânica no exército, e que lutavam contra a redução de fundos e a tributação dos mosteiros para alimentar as despesas militares.  Os mosteiros tinham populações que rivalizavam com as maiores cidades do Tibete e tinham os seus próprios exércitos de dob-dobs ("monges guerreiros"). Como resultado, aqueles monges que temiam a modernização (associados à Grã-Bretanha) voltaram-se para a China, que sendo a residência do 9.º Panchen Lama, retratou-se como aliada dos conservadores tibetanos.  Os residentes evacuaram a cidade de Lhasa durante o Festival de Oração Monlam e o Festival da Lâmpada de Manteiga de 1921, temendo um confronto violento entre os monges e o Exército Tibetano, que acabou sendo impedido de entrar em Lhasa para manter a paz. 
O Exército também recebeu oposição do 9º Panchen Lama, que recusou os pedidos do Dalai Lama para financiar o Exército Tibetano a partir dos mosteiros no domínio do Panchen. Em 1923, o Dalai Lama enviou tropas para capturá-lo, e assim ele fugiu secretamente para a Mongólia. Os Dalai e Panchen Lamas trocaram muitas cartas hostis durante o exílio deste último sobre a autoridade do governo central tibetano. Muitos monges perceberam o exílio do Panchen como uma consequência da militarização e secularização do Tibete pelo Dalai Lama. O próprio Dalai Lama tornou-se gradualmente mais desconfiado dos militares ao ouvir rumores em 1924 de uma conspiração golpista, que foi supostamente concebida para despojá-lo do seu poder temporal.  Em 1933, o 13º Dalai Lama morreu e dois regentes assumiram a chefia do governo. O Exército Tibetano foi reforçado em 1937 pela percepção da ameaça do regresso do Panchen Lama, que trouxera armas do leste da China. 

### Externos

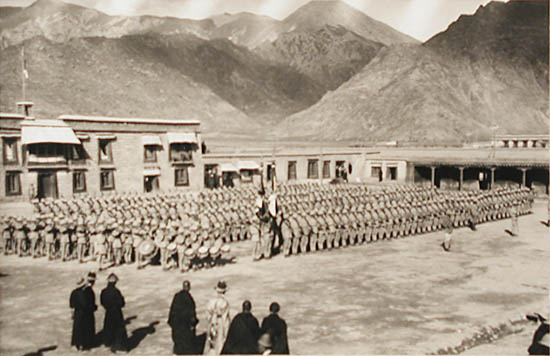
Foto do regimento Drapchi do Exército Tibetano tirada na década de 1930 (antes de 1935) por Frederick Williamson

Na época da Revolução Chinesa de 1949, os comunistas chineses consolidaram o controle sobre a maior parte do leste da China e procuraram trazer de volta ao rebanho áreas periféricas como o Tibete. A China estava ciente da ameaça da guerra de guerrilha nas altas montanhas do Tibete e procurou resolver o estatuto político do Tibete através de negociações.  O governo tibetano estagnou e atrasou as negociações enquanto reforçava o seu exército.  
Em 1950, o Kashag embarcou numa série de reformas internas, lideradas por funcionários educados na Índia. Uma dessas reformas permitiu que os chefes militares do Kashag, Surkhang Wangchen Gelek e Ngapoi Ngawang Jigme, atuassem independentemente do governo. Embora o Kashag tenha nomeado um "Governador de Kham", o Exército Tibetano não tinha controle efetivo sobre Kham, cujos senhores da guerra locais resistiram por muito tempo ao controle central de Lhasa. Como resultado, as autoridades tibetanas temiam a população local, além do Exército de Libertação Popular (ELP) do outro lado do Alto Rio Yangtze. 

## História militar

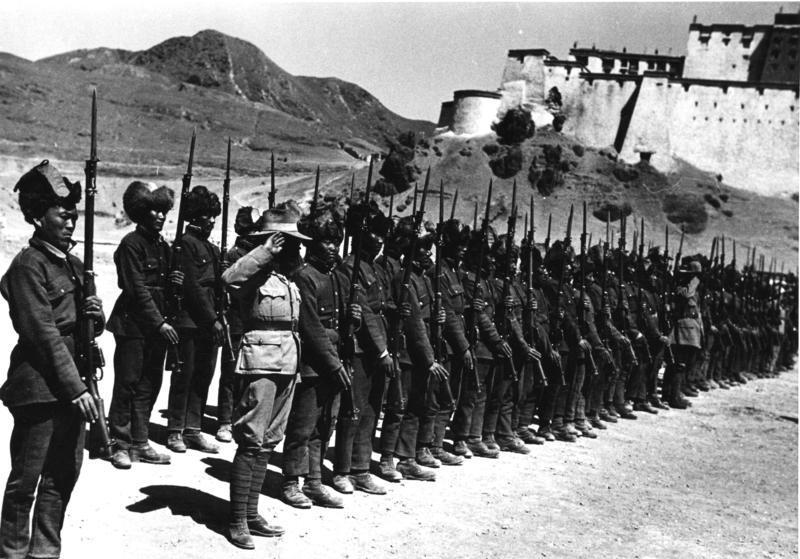
Soldados tibetanos em Shigatse (1938)

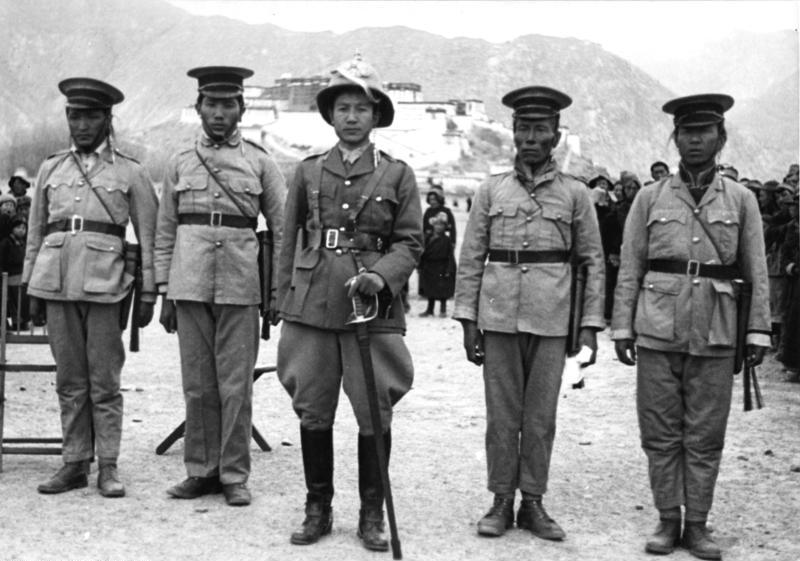
Soldados tibetanos e um oficial do exército no desfile militar de Ano Novo de 1938 perto do Palácio de Potala em Lhasa

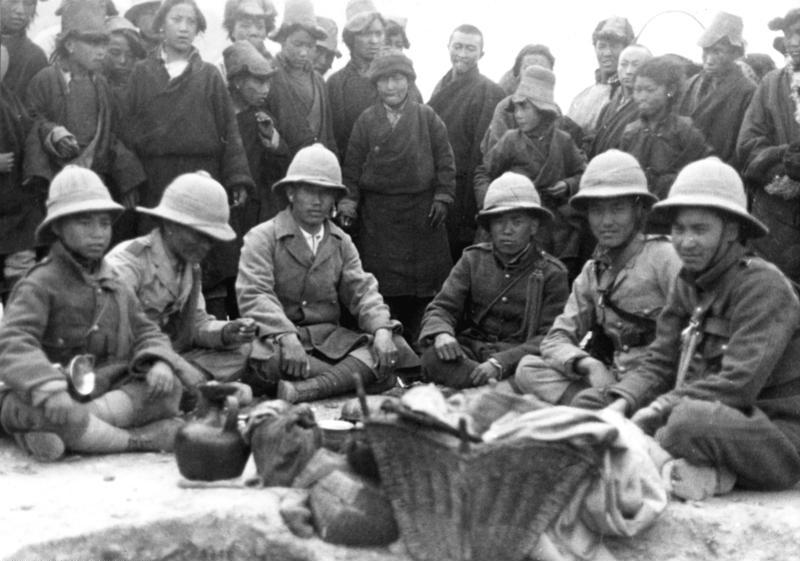
Oficiais do exército tibetano desfrutando de uma pausa com chá tibetano de manteiga com sal durante o desfile militar de Ano Novo de 1938

O Exército Tibetano deteve a força militar dominante no Tibete político desde 1912, devido à fraqueza chinesa devido à ocupação japonesa de parte do leste da China.   Com a ajuda do treinamento britânico, pretendia conquistar territórios habitados por tibetanos étnicos, mas controlados por senhores da guerra chineses,   e capturou com sucesso Kham ocidental dos chineses em 1917.  A sua reivindicação de territórios adjacentes controlados pela Índia britânica, no entanto, prejudicou as suas relações vitais com a Grã-Bretanha e depois com a Índia independente, e depois a relação da China com esta última.   O Acordo de Simla de 1914 com a Grã-Bretanha foi concebido para resolver as questões fronteiriças internas e externas do Tibete, mas por várias razões, incluindo a recusa dos chineses em aceitá-lo, a guerra continuou no território de Kham. 
A autoridade militar do Tibete estava localizada em Chamdo (Qamdo) desde 1918,  depois de ter caído nas mãos das forças tibetanas; durante este tempo, os senhores da guerra de Sichuan estavam ocupados em combater os senhores da guerra de Yunnan, permitindo que o exército tibetano derrotasse as forças de Sichuan e conquistasse a região.  O Exército Tibetano esteve envolvido em numerosas batalhas fronteiriças contra as forças do Kuomintang e da Camarilha de Ma da República da China. Em 1932, a derrota do exército tibetano pelas forças do KMT limitou todo o controle político significativo do governo tibetano sobre a região de Kham, além do alto rio Yangtze.  O Exército Tibetano continuou a expandir as suas forças modernas nos anos seguintes, e tinha cerca de 5.000 soldados regulares armados com rifles Lee-Enfield em 1936. Essas tropas foram apoiadas por um número igual de milicianos armados com rifles Lee-Metford mais antigos. Além dessas tropas, localizadas principalmente ao longo da fronteira oriental do Tibete, havia também a guarnição de Lhasa. A guarnição incluía o Regimento de Guarda-Costas do Dalai Lhama de 600 soldados,  que foram treinados por conselheiros britânicos,  400 Gendarmaria e 600 regulares Kham que deveriam atuar como artilheiros, embora tivessem apenas dois canhões de montanha em funcionamento.  Além disso, o exército tibetano teve acesso a um grande número de milícias de aldeias criadas localmente. Estas milícias muitas vezes estavam armadas apenas com armas medievais ou matchlocks, e de valor militar insignificante. No entanto, conseguiram manter-se firmes contra as milícias chinesas empregadas pelos senhores da guerra. 
O primeiro encontro do Exército Tibetano com o ELP ocorreu em maio de 1950, em Dengo, a 145 quilômetros de Chamdo. 50 soldados do ELP capturaram Dengo, o que deu acesso estratégico a Jiegu. Após dez dias, Lhalu Tsewang Dorje ordenou que um contingente de 500 monges armados e 200 milicianos Khampa recapturassem Dengo. Segundo o historiador Tsering Shakya, o ataque do ELP poderia ter sido para pressionar o Kashag ou para testar as forças de defesa tibetanas.  Após repetidas recusas tibetanas em negociar,  o ELP avançou em direção a Chamdo, onde a maior parte do exército tibetano estava guarnecida. A capacidade do exército de realmente resistir ao ELP foi severamente limitada pelo seu equipamento inadequado, pela hostilidade dos Khampas locais e pelo comportamento do governo tibetano. A princípio, os funcionários do governo não reagiram ao serem informados do avanço chinês e depois ordenaram que o comandante Chamdo.  Ngapoi Ngawang Jigme, fugisse.  Neste ponto, o Exército Tibetano desintegrou-se e rendeu-se.  

## Ordem de Batalha, 1950
| Codinome | Designação    | Armas de Combate       | Pessoal | Guarniçaõ               | Armamento |
| -------- | ------------- | ---------------------- | ------- | ----------------------- | --- |
| Kadam    | 1° Dmag-Sgar  | Cavalaria              | 1000    | Lhasa e Norbulingka     | 8 canhões de montanha, 4 metralhadoras pesadas, 46 LMGs, 200 Sten SMGs, 600 rifles de fabricação britânica, várias pistolas      |
| Khadam   | 2° Dmag-Sgar  | Cavalaria e Infantaria | 1000    | Lhasa                   | 8 canhões de montanha, 8 morteiros, 12 canhões Lewis, 4 canhões Maxim, 40 LMGs, 40 Sten SMGs, 900 rifles de fabricação britânica |
| Gadam    | 3° Dmag-Sgar  | Cavalaria e Infantaria | 1000    | Sibda                   | 14 canhões, 4 metralhadoras pesadas, 4 armas Lewis, 16 metralhadoras Bren canadenses, 32 SMGs, 1.000 rifles                      |
| Ngadam   | 4° Dmag-Sgar  | Cavalaria e Infantaria | 500     | Dêngqên                 | 1 metralhadora pesada, 9 LMGs, 1 metralhadora Lewis, 15 SMGs, 500 rifles                                                         |
| Cadam    | 5° Dmag-Sgar  | Cavalaria e Infantaria | 500     | Naqu                    | 2 metralhadoras pesadas, 40 LMGs, 325 rifles                                                                                     |
| Chadam   | 6° Dmag-Sgar  | Artilharia             | 500     | Riwoqê                  | 6 canhões, 2 metralhadoras pesadas, 10 LMGs, 15 SMGs, 400 rifles                                                                 |
| Jadam    | 7° Dmag-Sgar  | Cavalaria e Infantaria | 500     | Riwoqê                  | 4 canhões de montanha, 2 metralhadoras pesadas, 40 LMGs, 400 rifles de fabricação britânica                                      |
| Nyadam   | 8° Dmag-Sgar  | Cavalaria e Infantaria | 500     | Zhag'yab                | 42 metralhadoras leves/pesadas, 500 rifles                                                                                       |
| Tadam    | 9° Dmag-Sgar  | Cavalaria e Infantaria | 500     | Mangkang                | 42 metralhadoras leves/pesadas, 15 SMGs, 500 rifles                                                                              |
| Thadam   | 10° Dmag-Sgar | Cavalaria e Infantaria | 500     | Jiangda                 | 42 light/heavy machineguns, 500 rifles                                                                                           |
| Dadam    | 11° Dmag-Sgar | Segurança              | 500     | Lhasa                   | |
| Padam    | 13° Dmag-Sgar | Cavalaria e Infantaria | 1500    | Cidade de Lhari e Lhasa | |
| Phadam   | 14° Dmag-Sgar | Cavalaria e Infantaria | 500     | Lhasa                   | |
| Badam    | 15° Dmag-Sgar | Cavalaria e Infantaria | 500     | Condado de Sog          | |
| Madam    | 16° Dmag-Sgar | Cavalaria e Infantaria | 500     | Shigatse                | |
| Tsadam   | 17° Dmag-Sgar | Cavalaria e Infantaria | 500     | Condado de Sog          | |

- Um dmag-sgar (Chinês: 玛噶) equivale a um regimento, enquanto um mdav-dpon (Chinês: 代本) significa o comandante de uma unidade militar.
- A 12ª letra do alfabeto tibetano, Na (em tibetano: ན), significa "doença", então o número foi eliminado.
- O 11º ao 17º Dmag-Sgar foi formado de 1932 a 1949 e equipado com armas desatualizadas, por ex. espadas, lanças, pistolas, mosquetes russos e algumas submetralhadoras e rifles[27][28]

## Armamentos

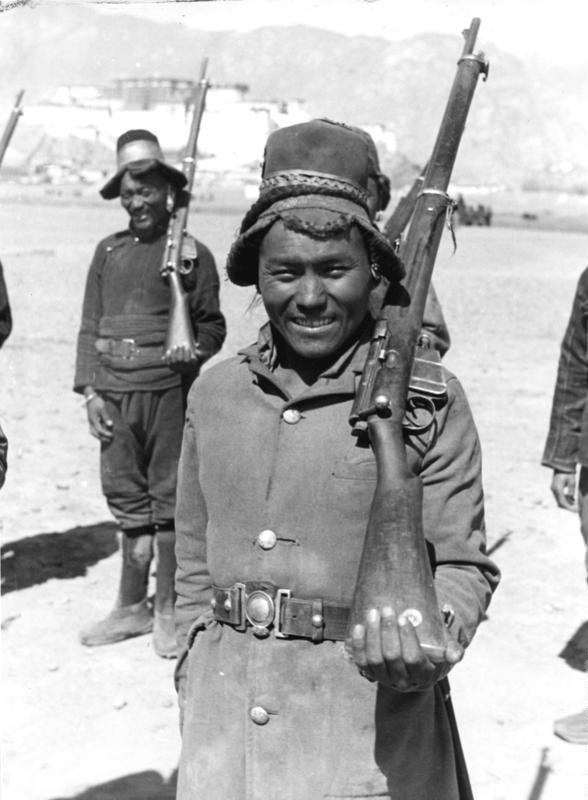
Soldado tibetano com um rifle Lee-Metford em 1938

Durante a formação inicial do exército, o governo tibetano estabeleceu indústrias nacionais de armas como parte de uma série de reformas de modernização. No entanto, pela Convenção de Simla, as importações britânicas superaram em grande parte as armas fabricadas internamente. 
Em 1950, o governo também despejou 400.000 rúpias do tesouro de Potala nas suas forças armadas, comprando armas e munições do governo britânico, bem como o serviço de instrutores militares indianos.  Por mais 100.000 rúpias, o Kashag comprou 38 morteiros de 2 polegadas; 63 morteiros Ordnance ML de 3 polegadas; 14.000 morteiros de 2 polegadas; 14.000 morteiros de 3 polegadas, 294 metralhadoras Bren, 1.260 rifles; 168 metralhadoras Sten; 1.500.000 cartuchos de munição .303 e 100.000 cartuchos de munição de arma Sten. Da Índia, o Kashag comprou 3,5 milhões de cartuchos de munição. 
No entanto, os britânicos relutaram em criar um exército tibetano demasiado poderoso, devido às reivindicações irredentistas do Tibete sobre o território indiano britânico.  Os indianos também ficaram irritados com as grandes dívidas pendentes do Tibete pela compra de armas e hesitaram em atender aos pedidos adicionais de armas tibetanos até que os suprimentos anteriores fossem pagos. 
Na infraestrutura, Lhasa estabeleceu estações base sem fios nas fronteiras, como Changtang (Qiangtang) e Chamdo.  Em 1937, o Exército Tibetano tinha 20 destacamentos ao longo de sua fronteira oriental, compreendendo 10.000 soldados com 5.000 rifles Lee-Enfield e seis metralhadoras Lewis. Batalhões menores estavam estacionados em Lhasa e adjacentes ao Nepal e Ladakh.  Em 1949, 2.500 soldados do Exército Tibetano estavam estacionados somente em Chamdo, e o alistamento lá aumentou com o recrutamento nas milícias Khampa. 

## Conselheiros
Em 1914, Charles Alfred Bell, um funcionário público britânico destacado no Tibete, recomendou a militarização do Tibete e o recrutamento de 15.000 soldados para proteção contra "inimigos estrangeiros e distúrbios internos".  Os tibetanos finalmente resolveram construir um exército de 20.000 homens, a uma taxa de 500 novos recrutas por ano.  Bell disse ao governo tibetano que quando a China governou o Tibete, fê-lo em termos não favoráveis ao Tibete, e tentou estender a sua influência sobre os estados do Himalaia (Sikkim, Butão, Ladakh), ameaçando a Índia britânica. Além disso, a Grã-Bretanha queria uma “barreira contra a influência bolchevique”. Seguindo este raciocínio, Bell propôs ao governo britânico que o Tibete pudesse importar anualmente munições da Índia; que o governo britânico forneceria formação e equipamento ao Tibete; que os garimpeiros britânicos pudessem inspecionar o Tibete; e que uma escola de inglês fosse estabelecida em Gyangze. Em outubro de 1921, todas as propostas foram aceitas.  
O governo do Tibete tinha muitos estrangeiros a seu serviço, incluindo os britânicos Reginald Fox, Robert W. Ford, Geoffrey Bull e George Patterson; os austríacos Peter Aufschnaiter e Heinrich Harrer; e o Nedbailoff russo.  O exército, em particular, tinha influência japonesa, chinesa e britânica, embora a influência britânica fosse de tal forma que os oficiais tibetanos davam os seus comandos em inglês, e a banda tibetana tocava músicas incluindo "God Save the King" e "Auld Lang Syne”. 
Desde a queda da Dinastia Qing, que controlava efectivamente o Tibete, até à Revolução Chinesa de 1949, uma missão chinesa permaneceu em Lhasa. A missão tentou repetidamente restabelecer o cargo de Qing Amban, interferiu na entronização do 13.º Dalai Lama, e apresentou ao governo aristocrático tibetano (Kashag) uma lista de exigências para a restauração da soberania chinesa efectiva.  Seguindo o conselho do cônsul britânico Hugh Richardson, o Kashag convocou tropas do Exército Tibetano em 8 de julho de 1949 de Shigatse e Dingri para expulsar todo o povo chinês Han de Lhasa. A expulsão gerou acusações chinesas de uma conspiração para transformar o Tibete numa colónia britânica e uma consequente promessa de “libertá-lo”. 

## Depois de 1951
Após a Batalha de Chamdo e a Anexação do Tibete pela República Popular da China, o Exército Tibetano manteve a sua força restante. Em 1958, o Exército Tibetano era composto por cinco dmag-sgars (regimentos); o 1º ao 4º Dmag-Sgar e o 6º Dmag-Sgar.
O 5º Dmag-Sgar, embora tenha permanecido depois de 1951, foi dissolvido em 1957 por causa da crise financeira da administração tibetana. O 9º Dmag-Sgar, que lutou na Batalha de Chamdo, foi incorporado ao Exército de Libertação Popular (PLA) como o 9º Regimento de Infantaria Mdav-Dpon (第9代本步兵团) da Região Militar do Tibete.
Todos, exceto o 3º Dmag-Sgar, participaram do levante tibetano de 1959 e foram derrotados pelo Exército de Libertação Popular. Após a revolta, todas as unidades restantes do Exército Tibetano foram dissolvidas, marcando o fim do Exército Tibetano.
O 9º Regimento de Infantaria Mdav-Dpon permaneceu na ordem de batalha do PLA até abril de 1970, quando o regimento foi oficialmente dissolvido.  O regimento participou da supressão do levante tibetano de 1959 e da guerra sino-indiana. 